# Caposaldo di Monte Giovo
Il Caposaldo di Monte Giovo, situato sull'omonimo monte in provincia di Trento, è stato un importante avamposto militare per l'esercito italiano durante la Grande Guerra. Il sito è costituito da trinceramenti, gallerie, postazioni per mitragliatrici e cannoniere ed è tuttora visitabile. 

## Storia
Il Caposaldo si erge sul Monte Giovo, un'altura di 609 metri s.l.m appartenente al comprensorio montuoso del Baldo e ubicato fra la Valle dell'Adige e la Valle del Loppio. Il monte è diviso amministrativamente in due comuni: il comune di Mori e il comune di Brentonico. Il caposaldo è registrato sotto quest'ultimo.
Il Monte Giovo è stato un importante avamposto per l'esercito italiano grazie alla sua posizione strategica. Dalla sua cima si può infatti godere di una vista panoramica sulla zona settentrionale della Vallagarina, sulla Val di Gresta, sulle cime dell'altopiano di Brentonico, sul complesso montuoso Zugna e sulla Valle del Cameras.
Le prime fortificazioni costruite sul Monte Giovo risalgono alla fine del XIX secolo e sono da attribuire agli austriaci. Il Monte fu in seguito oggetto di ulteriori progetti di fortificazione dal 1910 al 1912 da parte del generale austro-ungarico Conrad che considerò necessario creare una difesa nei confronti del Regno d'Italia, con il quale era alleato dal 1882, ma che riteneva poco affidabile poiché desideroso di impossessarsi del Tirolo italiano. Furono costruite le prime strade per permettere il transito sia di uomini sia di mezzi militari e le zone più strategiche vennero fortificate. L'esercito austro-ungarico decise però nel 1914 di cambiare sensibilmente strategia accorciando la linea difensiva da 450 a 350 chilometri. Questa nuova posizione arretrata, detta “Tiroler Widerstandlinie”, ovvero “linea di resistenza tirolese” era più facilmente difendibile e comprendeva un sistema (in parte preesistente) di trincee, postazioni militari e fortificazioni che si estendeva dal Tonale alla Marmolada.
Dall'inizio del conflitto, nel maggio 1915, quando l'Italia, alleata della Russia, della Gran Bretagna e della Francia, dichiarò guerra all'Austria-Ungheria, fino all'inverno dello stesso anno, le truppe della prima armata dell'esercito italiano occuparono un'ampia fascia di territorio nella zona nord del Monte Baldo. A partire dalle costruzioni preesistenti, l'area venne ulteriormente fortificata. Fu costruito un vero e proprio campo trincerato dotato di camminamenti, postazioni di artiglieria, ricoveri in galleria, acquartieramenti per i soldati e una fitta rete di teleferiche che collegavano il monte con la Valle dell'Adige per facilitare il trasporto di viveri e materiali bellici. Tutto intorno fu costruita una trincea circolare in calcestruzzo armato.
L'occupazione del Monte Baldo da parte delle truppe italiane iniziò più precisamente il 26 maggio 1915 quando l'esercito italiano attaccò il fronte austriaco con una serie di pesanti bombardamenti sulle fortificazioni austriache con l'obiettivo di smantellarle, anche se l'operazione fu più difficile di quanto previsto. Anche l'esercito austro-ungarico aveva infatti provveduto a modernizzare le proprie strutture militari rendendole più resistenti. I due eserciti si trovavano dunque uno di fronte all'altro e, nei primi mesi, il conflitto si tradusse in un continuo scambio di colpi da fuoco.
Il principale attacco italiano verso il fronte austriaco ebbe luogo ad agosto con un pesante bombardamento sui forti dell'altopiano di Vezzena. Nonostante le fortificazioni austriache fossero state irrimediabilmente danneggiate, l'operazione fu fallimentare e il fronte italiano ebbe durante tutto il corso della guerra un ruolo per lo più difensivo.
Tra il 22 ottobre e il 28 ottobre 1915 le truppe italiane entrarono a Brentonico spingendosi fino alla zona del castello di Dossomaggiore. Negli stessi giorni, tra il 20 e il 25 ottobre furono conquistate le Alture a nord est di Crosano e le posizioni di Dosso Casina e Dosso Remit.
A distanza di qualche giorno, tra il 27 e il 28 ottobre anche le posizioni del Monte Giovo, così come quelle delle alture di Tierno, Besagno e Talpina furono occupate.
Nella primavera del 1916 l'esercito italiano fu costretto ad arretrare in seguito ad un'avanzata austriaca.

### Bollettini di guerra
I bollettini di guerra ufficiali italiani testimoniano che, a partire dalla fine di ottobre, le azioni belliche furono principalmente di posizione e con attacchi di artiglieria e bombardamenti. Gli eserciti tentarono invano di penetrare le rispettive linee difensive anche durante la notte. I soldati si stabilizzarono dunque in trincee e reticolati fino al novembre del 1918.
- Bollettino di guerra del 1° maggio 1916: “l'artiglieria nemica provocò con i suoi tiri l'incendio di Castione a sud di Mori”.
- Bollettino del 5 giugno 1916: “dopo il consueto bombardamento coi maggiori calibri, l'avversario tentò ieri un'azione diversiva contro il tratto di fronte Monte Giovo - Tierno, fu respinto con gravi perdite".
- Bollettino italiano dell'8 settembre 1916: " Nella zona di valle d'Adige respingemmo piccoli attacchi contro le nostre posizioni di Monte Giovo".
- Bollettino italiano 19 novembre 1916: "in valle d'Adige, la notte sul 18 il nemico bombardò le nostre posizioni lungo le pendici del Monte Giovo, a mezzodì di rio Cameras; indi nuclei di fanteria assalì il villaggio di Sano, da noi occupato il 26 ottobre. Fu contrattaccato e disperso".
- Bollettino del 14 ottobre 1918: “nella giornata di ieri le nostre pattuglie penetrate nelle posizioni avanzate a nord di Sano annientarono le piccole guardie che le presidiavano e riportarono prigionieri, armi e materiale".
- Bollettino del 16 ottobre 1918: “colpi di mano a Sano a sud ovest di Mori".[5]

## Progetti
Progetto “Un territorio due fronti”.
A partire dal 2013, il Caposaldo, che era in stato di abbandono, ha subito un intervento di recupero promosso dal comune di Brentonico che lo ha riportato alla luce. Il sito è stato ripulito dalla vegetazione che aveva ricoperto il trinceramento circolare che circonda l'intero dosso dando inoltre nuovamente visibilità alle uscite delle gallerie sottostanti. Nell'intervento di recupero sono stati coinvolti l'Istituto Tecnico per Geometri F. e G. Fontana di Rovereto, gli Alpini di Saccone e di Brentonico, la SAT locale e gli alpini di Cima Vignola.
Il principale motivo dell'intervento è stata la consapevolezza, a un paio di anni di distanza dal centenario dell'inizio del conflitto, del potenziale turistico e didattico di un tale sito storico-culturale.
Il progetto è stato inoltre incentivato dalla presenza di una strada facilmente percorribile che ne permette il raggiungimento. 
Un altro intervento si è susseguito nel 2015, quando, durante i lavori, è stata scoperta una seconda via di passaggio, un ripido sentiero di origine militare, che ha permesso il raggiungimento del sottostante comune di Besagno.
Questa serie di interventi faceva in realtà parte di un progetto più grande, ovvero il circuito storico chiamato “Un territorio due fronti”.
Nel 2016 Il servizio ripristino e Valorizzazione Ambientale ha effettuato le ultime pulizie. Sulla sommità del Caposaldo è stato installato un indicatore delle cime per scopi didattici e sono stati aggiunti dei pannelli informativi che riportano il rilievo che gli studenti dell'Istituto hanno effettuato dell'intera zona.
Il Caposaldo è stato inoltre inserito all'interno del Sentiero della Pace, che, passando attraverso il Monte Vignola, parte da San Valentino fino a raggiungere la frazione di Polsa.